# Capricorn Records
Capricorn Records — американський лейбл звукозапису, створений 1969 року.
Засновником лейблу Capricorn Records став музичний менеджер Філ Волден. До цього він разом із братом Аланом Волденом був менеджером багатьох співаків, серед яких Отіс Реддінг, Персі Следж, Етта Джеймс, Джон Лі Гукер, Ел Грін та інші. Найбільшою зіркою та другом Волденів був Отіс Реддінг, з яким вони співпрацювали з 1958 року. Брати Волдени та Реддінг навіть заснували власну компанію Redwal Music Inc., попри те, що співпраця з темношкірими в 1960-ті роки на півдні США сприймалася досить вороже. 1967 року Реддінг загинув в авіакатастрофі, що стало справжнім ударом для братів Волденів. «Весь світ завмер для мене в той день. Я залишився без зірки та без найкращого друга», — згадував пізніше Алан Волден.
Смерть Редінга призвела до занепаду жанру «соул», тому брати Волдени звернули увагу на рок-гурти. Алан Волден заснував компанію Hustlers Inc., і з майже двох сотень гуртів обрав один — Lynyrd Skynyrd. Філ Волден — незалежно від брата — створив лейбл Capricorn Records. Партнером Волдена став південноафриканець Френк Фентер, менеджер Atlantic Records, завдяки якому Capricorn Records отримали фінансування з Нью-Йорку. Першим відкриттям Волдена став гітарист Дуейн Оллмен, а його гурт The Allman Brothers Band ⁣ — головною зіркою лейблу. На Capricorn Records вийшли найбільш успішні альбоми братів Оллмен — Brothers and Sisters, At Fillmore East та Eat a Peach. Окрім сатерн-року та музики кантрі на Capricorn Records видавалися ритм-енд-блюзові виконавці, зокрема, Персі Следж. Серед інших провідних артистів лейблу — блюзмен Елвін Бішоп та співак Алекс Тейлор. В середині 1970-х років Capricorn Records вважався однією з головних компаній Джорджії, а серед гостей їхньої щорічної вечірки 1976 року були губернатор штату Джиммі Картер, а також такі зірки, як Енді Воргол, Мік Джаггер, Девід Бові, Річард Прайор, Шер, Бет Мідлер та Дон Кінг.
Занепад лейблу розпочався в кінці 1970 років. Після загибелі музикантів гурту Lynyrd Skynyrd в авіакатастрофі 1977 року сатерн-рок почав втрачати популярність. The Allman Brothers Band подали позов на Capricorn Records через недоотримані доходи. Керівник лейблу Філ Волден занадто захопився алкоголем та наркотиками, поводився непередбачувано та опинявся в центрі гучних скандалів. Врешті решт, 1979 року компанію було закрито.
Френк Фентер загинув від серцевого нападу 1983 року, тому правами на торгівельну марку Capricorn Records продовжував володіти Філ Волден. Протягом 1990-х років він співпрацював з Warner Records, підписавши контракт з сатерн-роковими гуртами Widespread Panic та Gov't Mule (стороннім проєктом учасників The Allman Brothers Band), альт-роковим гуртом 311 та кантрі-співаком Кенні Чесні. 2000 року Волден продав права на каталог записів лейблу компанії Volcano Records за 13 млн доларів. 2006 року Філ Волден вмер від раку.